# 일본 총무성
총무성(일본어: 総務省 소무쇼[*], Ministry of Internal Affairs and Communications, 약칭 : MIC)은 일본의 행정조직으로, 대한민국의 행정안전부 격이다.

## 설치 근거 및 소관 업무

### 설치 근거
- 총무성설치법 제2조

### 소관 업무
- 행정의 기본적인 제도의 관리 및 운영을 통한 행정의 종합적이고 효율적인 실시의 확보
- 지방자치 본지의 실현 및 민주정치 기반의 확립
- 자치적인 지역사회의 형성
- 국가와 지방공공단체 및 지방공공단체 상호간의 연락 협조
- 정보의 전자적 방식에 의한 적정하고 원활한 유통의 확보 및 증진
- 전파의 공평하고 효율적인 이용의 확보 및 증진
- 우정 사업의 적정하고 확실한 실시의 확보
- 공해에 관한 분쟁의 신속하고 적정한 해결
- 광업·채석업 또는 자갈 채취업과 일반 공익 또는 각종 산업과의 조정
- 치안·소방을 통한 국민의 생명·신체 및 재산의 보호
- 다른 행정기관의 소관에 속하지 아니하는 행정사무 및 법률에서 총무성에 속하게 된 행정사무

## 연혁
- 1873년(메이지 6년) 11월 10일 : 내무성을 설치.
- 1885년(메이지 18년) 12월 22일 : 체신성을 설치.
- 1943년(쇼와 18년) 11월 1일 : 체신성과 철도성을 통합하여, 운수통신성을 설치.
- 1945년(쇼와 20년) 5월 19일 : 운수통신성을 폐지하고, 체신성과 체신원을 설치.
- 1946년(쇼와 21년) 10월 28일 : 행정조사부를 설치.
- 1946년(쇼와 21년) 7월 1일 : 체신원을 폐지하고, 체신성을 설치.
- 1947년(쇼와 22년) 12월 31일 : 내무성을 폐지.
- 1948년(쇼와 23년) 1월 7일 : 지방재정위원회를 설치.
- 1948년(쇼와 23년) 7월 1일 : 행정조사부를 폐지하고, 행정관리청을 설치.
- 1949년(쇼와 24년) 6월 1일 : 체신성을 폐지하고, 우정성과 전기통신성을 설치. 지방재정위원회를 폐지하고, 지방자치청을 설치.
- 1952년(쇼와 27년) 8월 1일 : 지방자치청을 폐지하고, 자치청을 설치.
- 1960년(쇼와 35년) 7월 1일 : 자치청을 자치성으로 승격.
- 1984년(쇼와 59년) 7월 1일 : 행정관리청을 폐지하고, 총무청을 설치.
- 2001년(헤이세이 13년) 1월 16일 : 중앙성청개편을 통해 우정성, 자치성, 총무청을 통합하여 총무성을 설치.

## 조직

### 간부
- 대신 1인
- 부대신 2인
- 대신정무관 3인
- 사무차관 1인
- 심의관 3인
- 비서관 1인

### 내부부국
| - 총괄심의관 3인 - 정책평가심의관 1인 - 지역력창조심의관 1인 - 심의관 13인 - 참사관 9인 - 비서과 - 총무과 - 회계과 - 기획과 - 정책평가홍보과 | - 관리관 10인 - 기획조정과 - 행정정보시스템기획과 | - 평가감시관 7인 - 총무과 - 기획과 - 정책평가과 - 행정상담과 | - 행정과 - 주민제도과 - 시정촌과 - 지역정책과 - 지역자립응원과 | - 공무원과 - 복리과 | - 선거과 - 관리과 - 정치자금과 |

| - 재정과 - 조정과 - 교부세과 - 지방채과 - 공영기업과 - 재무조사과 | - 기획과 - 도도부현세과 - 시정촌세과 - 고정자산세과 | - 차장 - 참사관 3인 - 정보통신정책과 - 기술정책과 - 통신규격과 - 우주통신정책과 - 국제정책과 - 국제경제과 - 국제협력과 | - 총무과 - 정보유통진흥과 - 정보통신작품진흥과 - 정보통신이용촉진과 - 지역통신진흥과 - 방송정책과 - 방송기술과 - 지상방송과 - 위성·지역방송과 | - 기획과 - 우편과 - 저금보험과 - 신서편사업과 |

| - 총무과 | - 사업정책과 - 요금서비스과 - 데이터통신과 - 전기통신기술시스템과 - 고도통신망진흥과 - 소비자행정과 | - 전파정책과 - 기간통신과 - 이동통신과 - 위성이동통신과 - 전파환경과 | - 총무과 - 통계정보시스템과 | - 조사기획과 - 국세통계과 - 경제통계과 - 경제기본구조통계과 - 소비통계과 | - 통계기획관리관 1인 - 통계심사관 3인 - 국제통계관리관 - 연금기획관리관 - 연금심의관 - 연금업무관리관 |

| - 지방재정심의회 - 독립행정법인평가제도위원회 - 국지방계쟁처리위원회 - 전기통신분쟁처리위원회 - 전파감리심의회 - 연금심의회 - 정책평가심의회 - 정보통신심의회 - 정보통신행정·우정행정심의회 - 국립연구개발법인심의회 | - 자치대학교 - 정보통신정책연구소 - 통계연구소 | - 중앙선거관리회 - 정치자금적정화위원회 |

### 지방지분부국
| - 홋카이도관구행정평가국 - 도호쿠관구행정평가국 - 간토관구행정평가국 - 주부관구행정평가국 - 긴키관구행정평가국 - 주코쿠관구행정평가국 - 규슈관구행정평가국 | - 홋카이도종합통신국 - 도호쿠종합통신국 - 간토종합통신국 - 신에쓰종합통신국 - 호쿠리쿠종합통신국 - 도카이종합통신국 - 긴키종합통신국 - 주고쿠종합통신국 - 시코쿠종합통신국 - 규슈종합통신국 |

### 외국
- 공해등조정위원회
- 소방청

## 직원
일반직 재직자 수는 2011년 1월 15일 기준으로 5,367명이다. 본성 및 외국별 인원 수는 총무성이 5,175명, 공해등조정위원회 35명, 소방청 157명이다.
행정기관직원정원령에 정해진 총무성의 정원은 별정직 1명을 포함해 5280명이다. 본성과 각 외국 다른 정원은 성령의 총무성정원규칙에 정해져 있으며, 저희 5079명, 소방청 166명, 총 5245명이다
총무성의 일반직 직원은 비현업의 국가공무원이므로, 노동기본권 중 쟁의권과 단체협약체결권한은 국가공무원법에 의해 인정되지 않는다. 단결권은 인정하고, 직원은 노동조합으로써 국공법(국가공무원법)이 규정하는 "직원단체"를 결성, 혹은 결성하지 아니하거나 이에 가입, 또는 가입하지 아니할 수 있다(국가공무원법 제108조의2 제3항).
2011년 3월 31일 기준으로 인사원에 등록된 직원단체의 수는 단일체가 4개, 지부 30개로 총 34개 단체이다. 조합원 수는 1,683명으로 조직률은 39.7%이다. 현존하는 주요 노동조합은 총무성 인사·연금국 직원조합, 전행관 직원조합(전행관), 전자치직원조합, 전정보통신노동조합(전통신) 및 통계직원노동조합(통계직조)이다. 인사·연금국과 조사국이 이전 총리부의 계보를 이어 인사·연금국직원조합과 통계직원조합은 내각부 이전총리 관계조합과 함께 연합체인 총리노련을 형성하고 있다. 총리부노련, 전행관 및 전통신은 국공노련 (전국노동조합총연합 계열)에 가입하고 있다.

## 같이 보기
- 총무대신
- 총무부대신
- 총무대신정무관
- 총무사무차관
- 총무심의관
- 대한민국 행정자치부